# أندريه دومون (سياسي)
أندريه دومون (بالفرنسية: André Dumont)‏ هو سياسي فرنسي، ولد في 24 مايو 1764 في فرنسا، وتوفي في 21 أكتوبر 1838 في أبفيل في فرنسا. انتخب نائب فرنسي.